# Pakistan vid världsmästerskapen i friidrott 2022
Pakistan tävlade vid världsmästerskapen i friidrott 2022 i Eugene i USA mellan den 15 och 24 juli 2022. Pakistan hade en trupp på en idrottare.

## Resultat

### Herrar
Teknikgrenar
| Idrottare     | Gren          | Kval         | Kval      | Final        | Final     |
| Idrottare     | Gren          | Distans      | Placering | Distans      | Placering |
| ------------- | ------------- | ------------ | --------- | ------------ | --------- |
| Arshad Nadeem | Spjutkastning | 81,71 m 0SB0 | 9 0q0     | 86,16 m 0SB0 | 5         |